# John Francis Moore (Comicautor)
John Francis Moore (* 5. September 1964 in Huntington Beach, Kalifornien) ist ein US-amerikanischer Comicautor.

## Leben und Arbeit
Moore arbeitet seit den frühen 1990er Jahren als hauptberuflicher Comicautor. Seither hat er sich zum einen als Stammautor für diverse Comicserien des US-amerikanischen Verlages Marvel Comics betätigt, für den Moore Serien wie X-Force, X-Factor, Doom 2099 und X-Men 2099 textete. Zum anderen hat er sich als Autor von künstlerisch ambitionierteren Comics, sogenannten Graphic Novels, für den Verlag DC-Comics hervorgetan, für den er Werke wie Poison Ivy (1997) oder Batman/Houdini: The Devil's Workshop verfasst hat.
Für DC schrieb Moore überdies von 1998 bis 1999 die Serie Chronos. Die Reihe erzählt von den Erlebnissen eines zeitreisenden Kleinkriminellen namens Walker Gabriel, der mit einem High-Tech-Anzug, der es ihm ermöglicht, das Raum-Zeit-Kontinuum zu durchbrechen, die verschiedensten Epochen und Orte des sogenannten DC-Universums besucht.